# Championnats d'Europe de marche par équipes 2025
Navigation
Édition précédente Édition suivante
Les Championnats d'Europe de marche par équipes 2025 se déroulent à Poděbrady en Tchéquie le 18 mai 2025.

## Podiums

### Seniors
| Épreuve      | Or                                                                             | Or         | Argent                                                                          | Argent     | Bronze                                                                             | Bronze     |
| ------------ | ------------------------------------------------------------------------------ | ---------- | ------------------------------------------------------------------------------- | ---------- | ---------------------------------------------------------------------------------- | ---------- |
| Individuel   |                                                                                |            |                                                                                 |            |                                                                                    |            |
| 20 km hommes | Paul McGrath                                                                   | 1:18:05 CR | Francesco Fortunato                                                             | 1:18:16    | Gabriel Bordier                                                                    | 1:18:23 PB |
| 35 km hommes | Massimo Stano                                                                  | 2:20:43 WR | Christopher Linke                                                               | 2:23:21 NR | Miguel Ángel López                                                                 | 2:23:48 NR |
| 20 km femmes | Ludmyła Olanowśka                                                              | 1:27:56    | Clémence Beretta                                                                | 1:28:05 NR | Pauline Stey                                                                       | 1:28:18    |
| 35 km femmes | María Pérez García                                                             | 2:38:59 WL | Antonella Palmisano                                                             | 2:39:35 NR | Nicole Colombi                                                                     | 2:41:47    |
| Par équipes  |                                                                                |            |                                                                                 |            |                                                                                    |            |
| 20 km hommes | Espagne- Paul McGrath - Álvaro López - Iván López - José Manuel Pérez          | 16 pts.    | Italie- Francesco Fortunato - Andrea Cosi - Michele Antonelli - Nicola Lomuscio | 16 pts.    | Hongrie- Máté Helebrandt - Bence Venyercsán - Norbert Tóth                         | 50 pts.    |
| 35 km hommes | Italie- Massimo Stano - Riccardo Orsoni - Matteo Giupponi - Teodorico Caporaso | 14 pts.    | Espagne- Miguel Ángel López - Daniel Chamosa - Manuel Bermúdez - Marc Tur       | 18 pts.    | Allemagne- Christopher Linke - Johannes Frenzl - Jonathan Hilbert                  | 31 pts.    |
| 20 km femmes | France- Clémence Beretta - Pauline Stey - Ana Delahaie - Camille Moutard       | 15 pts.    | Espagne- Antía Chamosa - Paula Juárez - Lidia Sánchez-Puebla - Lucía Redondo    | 17 pts.    | Ukraine- Ludmyła Olanowśka - Marija Sacharuk - Ołena Sobczuk - Wałerija Szołomićka | 24 pts.    |
| 35 km femmes | Italie- Antonella Palmisano - Nicole Colombi - Federica Curiazzi               | 10 pts.    | Espagne- María Pérez García - Cristina Montesinos - Beatriz Moreno              | 18 pts.    | NC                                                                                 | NC         |

### Juniors
| Épreuve      | Or                                                             | Or           | Argent                                                         | Argent | Bronze                                                            | Bronze  |
| ------------ | -------------------------------------------------------------- | ------------ | -------------------------------------------------------------- | ------ | ----------------------------------------------------------------- | ------- |
| Individuel   |                                                                |              |                                                                |        |                                                                   |         |
| 10 km hommes | Giuseppe Disabato                                              | 39:28 CR, WL | Joan Querol Serrano                                            | 40:58  | Alessio Coppola                                                   | 41:09   |
| 10 km femmes | Sofía Santacreu                                                | 43:57 CR, WL | Chloé Le Roch                                                  | 44:02  | Serena Di Fabio                                                   | 44:08   |
| Par équipes  |                                                                |              |                                                                |        |                                                                   |         |
| 10 km hommes | Italie- Giuseppe Disabato - Alessio Coppola - Nicolò Vidal     | 4 pts.       | Espagne- Joan Querol Serrano - Pablo González - Daniel Monfort | 7 pts. | Ukraine- Roman Horbaczow - Eduard Morawski - Illa Tyszkewicz      | 17 pts. |
| 10 km femmes | Espagne- Sofía Santacreu - Claudia Ventura - Júlia Suárez Piza | 6 pts.       | France- Chloé Le Roch - Marine Merbitz - Léna Auvray           | 9 pts. | Italie- Serena Di Fabio - Elisa Marini - Francesca Gloria Buselli | 12 pts. |